# Holendry Piotrkowskie (gromada)
Holendry Piotrkowskie – dawna gromada, czyli najmniejsza jednostka podziału terytorialnego Polskiej Rzeczypospolitej Ludowej w latach 1954–1972.
Gromady, z gromadzkimi radami narodowymi (GRN) jako organami władzy najniższego stopnia na wsi, funkcjonowały od reformy reorganizującej administrację wiejską przeprowadzonej jesienią 1954 do momentu ich zniesienia z dniem 1 stycznia 1973, tym samym wypierając organizację gminną w latach 1954–1972.
Gromadę Holendry Piotrkowskie siedzibą GRN w Holendrach Piotrkowskich utworzono – jako jedną z 8759 gromad na obszarze Polski – w powiecie kozienickim w woj. kieleckim, na mocy uchwały nr 13e/54 WRN w Kielcach z dnia 29 września 1954. W skład jednostki weszły obszary dotychczasowych gromad Holendry Piotrkowskie, Kuźmy (bez kol. Kępa Bielańska), Łuczynów, Opatkowice i Piotrkowice ze zniesionej gminy Świerże Górne w tymże powiecie. Dla gromady ustalono 10 członków gromadzkiej rady narodowej.
31 grudnia 1961 gromadę zniesiono, a jej obszar włączono do gromady Świerże Górne (wsie Holendry Piotrkowskie, Holendry Kuźmińskie, Kuźmy, Piotrkowice i Józefów oraz kolonię Majdany Piotrkowce) oraz do znoszonej gromady Przewóz (wsie Łuczynów Nowy, Łuczynów Stary, Opatkowice i Majdany).